# 8931 Hirokimatsuo
8931 Hirokimatsuo este un asteroid din centura principală, descoperit pe 6 ianuarie 1997, de Takao Kobayashi.